# Ecnomus rostratus
Ecnomus rostratus är en nattsländeart som beskrevs av Jacquemart 1963. Ecnomus rostratus ingår i släktet Ecnomus och familjen trattnattsländor. Inga underarter finns listade i Catalogue of Life.